# Aby Warburg
Abraham Moritz Warburg, znany jako Aby Warburg (ur. 13 czerwca 1866 w Hamburgu, zm. 26 października 1929 w Hamburgu) – niemiecki historyk sztuki, teoretyk sztuki i kulturoznawca.
Zajmował się badaniem kultury antycznej i renesansowej. Założył Bibliotekę Historii Kultury Warburga (Kulturwissenschaftlichen Bibliothek Warburg). W 1912 wygłosił jeden z najważniejszych swych referatów, interpretując znaczenie fresków w Palazzo Schifanoia w Ferrarze za pomocą stworzonej przez siebie metody analizy ikonograficznej. Jego nauki były inspiracją do prowadzenia dalszych badań nad metodologią przez Erwina Panofsky'ego. 
Cierpiał na zaburzenia psychiczne. W 1929 roku zmarł w wyniku ataku serca. Jego uczeń, Fritz Saxl, kontynuował spuściznę Warburga. W 1933 roku, wskutek piętnowania artystów przez Hitlera, przeniósł Bibliotekę Kultury Warburga do Londynu, gdzie została przekształcona w Instytut Warburga.